# Dioclea albiflora
Dioclea albiflora là một loài thực vật có hoa trong họ Đậu. Loài này được Cowan miêu tả khoa học đầu tiên.